# Wes Ramsey
Wesley „Wes“ Ramsey (* 6. Oktober 1977 in Louisville, Kentucky) ist ein US-amerikanischer Schauspieler.

## Leben
Wes Ramsey ist der Sohn von William und Linda Ramsey. Er hat zwei Brüder und wuchs in seiner Heimatstadt Kentucky auf.
Im Alter von zwölf Jahren schauspielerte er zum ersten Mal, während der Sommerferien auf einer Theaterbühne. Danach setzte er das während seiner Schulzeit fort. 1996 wurde Ramsey an der Juilliard School in New York City, New York angenommen. Den Kurs von Drama Division schloss er 2000 erfolgreich ab.
Bereits kurz nach seinem Abschluss bekam er eine Rolle in der Fernsehserie The Guiding Light. Im Jahr 2002 zog er von New York nach Los Angeles, Kalifornien, um dort seine Schauspielkarriere fortzusetzen. Sein erstes Engagement in einem Film hatte er 2003 in Latter Days. Danach spielte er Gastrollen in erfolgreichen Fernsehserien wie Charmed – Zauberhafte Hexen und Heroes. Bei CSI: Miami verkörperte er von 2009 bis 2012 Dave Benton.

## Filmographie (Auswahl)
Filme
- 2003: Latter Days
- 2005: Slippery Slope
- 2005: L.A. Dicks
- 2006: Brotherhood of Blood
- 2007: Gargoyles – Monster aus Stein (Reign of the Gargoyles)
- 2008: Dark Honeymoon
- 2009: Die unglaubliche Reise des Sir Francis Drake (The Immortal Voyage of Captain Drake, Fernsehfilm)
- 2014: Deliverance Creek
- 2018: Two Pictures
- 2018: Perception

Fernsehserien
- 2000–2008: Springfield Story (The Guiding Light, 5 Folgen)
- 2003: Luis
- 2003, 2009–2012: CSI: Miami (25 Folgen)
- 2005: Bitter Sweet
- 2003–2006: Charmed – Zauberhafte Hexen (Charmed, 4 Folgen)
- 2008: Heroes (Folgen 4x01–4x02)
- 2009: Zeit der Sehnsucht (Days of Our Lives, 18 Folgen)
- 2009: CSI: NY (Folge 6x07)
- 2010: Dr. House (House, Folge 6x18)
- 2010: The Event (Folgen 1x01–1x02)
- 2010–2016: Venice the Series (26 Folgen)
- 2011: The Playboy Club (7 Folgen)
- 2013: Grey’s Anatomy (Folge 9x12)
- 2013: The Mentalist (Folge 6x03)
- 2013: Castle (Folge 6x07 Wettlauf gegen die Zeit)
- 2014: Pretty Little Liars (Folgen 4x17–4x18)
- 2014: Stalker (Folge 1x09)
- 2015: Code Black (Folge 1x09)
- 2017–2022: General Hospital (425 Folgen)
- 2021: Sidetracked (3 Folgen)